# Michail Nikolajewitsch Charusin
Michail Nikolajewitsch Charusin (russisch Михаил Николаевич Харузин; * 4. Junijul. / 16. Juni 1860greg. in Moskau; † 25. Septemberjul. / 7. Oktober 1888greg. in Reval) war ein russischer Jurist und Ethnograph.

## Leben
Charusin stammte aus einer reichen Kaufmannsfamilie. Nach dem Besuch des Gymnasiums des Gouvernements Estland in Reval, in dem er mit der deutschen Sprache und der deutschen Literatur bekannt wurde, begann er 1881 das Studium an der juristischen Fakultät der Universität Moskau (MGU), das er 1885 mit Auszeichnung abschloss. Schon bei Beginn des Studiums interessierte sich Charusin für das Gewohnheitsrecht. 1882 unternahm er eine Expedition in das Gouvernement Wjatka zur Untersuchung des rechtlichen Alltags der örtlichen Bevölkerung. Noch als Student wurde er Sekretär der Kaiserlichen Gesellschaft der Freunde der Naturkunde, Anthropologie und Ethnographie und erstellte ein Programm zur Untersuchung der Verbindungen zwischen dem Gewohnheitsrecht und dem Volksrecht.
Nach dem Studium wurde Charusin zur Vorbereitung seiner Berufung auf den Lehrstuhl für Allgemeines Recht an die Universitäten Berlin und Heidelberg geschickt. 1883 unternahm er eine Reise in die Oblast der Donkosaken. Daraus resultierte sein Hauptwerk über die Kosakengemeinden am Don, das von der juristischen Fakultät der MGU als Kandidat-Dissertation anerkannt wurde.
1887 kehrte er nach Reval zurück und wurde Beamter für besondere Aufgaben beim Estländischen Gouverneur. Charusin studierte die Geschichte und Ethnographie des Gouvernements und sammelte Archivmaterialien, die in dem von ihm redigierten Estländischen Gouvernementsanzeiger abgedruckt wurden. Im Einzelnen untersuchte er das Problem der Rechte und Privilegien des örtlichen Adels und die Geschichte der Russisch-Orthodoxen Kirche im Baltikum. Charusin stand in engem Kontakt mit seinen jüngeren Geschwistern Alexei Nikolajewitsch Charusin, Nikolai Nikolajewitsch Charusin und Wera Nikolajewna Charusina, die ebenfalls Ethnographen waren.
Charusin starb an Typhus und wurde in der Moskauer Familiengruft auf dem Gelände des Nowodewitschi-Klosters begraben.